# Den Hoorn (Texel)
Den Hoorn (Tessels: de Hóóre) is een dorp in de gemeente Texel in de provincie Noord-Holland.
Den Hoorn is met bijna 1000 inwoners het zuidelijkste dorp op het Nederlandse waddeneiland Texel. Het ligt aan de rand van een uitgestrekt duingebied en is in het voorjaar omringd door bloeiende bollenvelden.

## Geschiedenis
Dit zuidelijkste dorp met het markante kerkje ontstond na 1398, nadat de nederzetting De Oude Hoorn tijdens de Hoekse en Kabeljauwse twisten door de Hoeksen was verbrand. Het huidige dorp ontstond op een van de keileemopduikingen, 't Klif, en lag aan de zuidoostzijde aan zee. De bevolking was in die tijd voor het levensonderhoud aangewezen op landbouw, veeteelt en in belangrijke mate de visserij. De schapen van de 'duinboeren' graasden in het uitgestrekte duingebied rond het dorp. Naarmate men meer grond ging inpolderen namen landbouw en veeteelt een belangrijker plaats in.
In de 17e en 18e eeuw bevoeren de Nederlandse handelsvloten de wereldzeeën en ontstond ook in Den Hoorn een nieuwe bestaansbron; het beloodsen van schepen. Hoe belangrijk dit loodswerk voor Texel was, blijkt uit het feit, dat in 1781 in Oudeschild 122, in Nieuwe Schild 45 en in Den Hoorn 99 loodsen woonden. In 1783 werden bij Texel nog 1805 schepen beloodst. Aan deze bestaansbron kwam vrij snel een einde na de aanleg van het Noordhollandsch Kanaal (1819 - 1824) en het Noordzeekanaal (1865 - 1875). Bovendien werd in het midden van de 19e eeuw voor het zeegat van Texel een rijksloodsdienst ingesteld. Nu getuigen alleen nog de naam "Loodsmansduin" en enkele loodshuizen in de Herenstraat van dit voor Den Hoorn zo belangrijke beroep.
Enkele tientallen jaren na het einde van de particuliere beloodsing vond een aantal inwoners van onder andere Den Hoorn een nieuwe bestaansbron: de bloembollencultuur. Omdat in die tijd de waterhuishouding nog niet optimaal was, waren aanvankelijk alleen de hoger gelegen gronden, de streek langs de duinen bij Den Hoorn, geschikt voor deze teelt. In het voorjaar bloeien nu nog op tientallen hectaren met name de felgele narcissen, een product waarvoor de omstandigheden op Texel uitermate gunstig zijn.
De Hervormde kerk werd in het begin van de 15e eeuw gebouwd op de plaats van een eerdere houten kapel, die in 1409 was afgebroken. De kerk was gereed in 1425 en werd 25 jaar later voorzien van de witte toren. Later ging deze toren tevens dienstdoen als baken. Voorheen stonden er drie lampen ten behoeve van de scheepvaart. Omdat die drie lichten niet meer voldeden werden ze op 26 november 2008 vervangen door een PEL 6 sectorlicht. Het juiste vaarwater wordt aangegeven door een witte sector. Komt men hier buiten, dan krijgt men aan de oostzijde te maken met een oscillerend groen licht en aan de westzijde met een oscillerend rood licht.
In de 17e eeuw werd het koor afgebroken en vervangen door een rechte muur. Het jaartal 1646 in de muurankers herinnert hieraan. De torenklok van de kerk werd gegoten in de 15e eeuw. In de Tweede Wereldoorlog moest de klok worden ingeleverd bij de Duitse bezetter. Hij werd met nog 200 andere klokken verscheept. De schipper liet echter bij Urk zijn schip zinken en na de oorlog zijn alle klokken weer geborgen.
Het is opvallend dat het kerkje buiten het centrum van het dorp ligt. In het verleden lag het echter wel midden in het dorp, Den Hoorn was toen veel groter. Toen de zeevaart sterk verminderde, kwamen veel huizen leeg te staan, waarna deze werden gesloopt.

## Monumenten
Een deel van Den Hoorn is een beschermd dorpsgezicht. Verder zijn er in het dorp 28 rijksmonumenten en 27 gemeentelijke monumenten.

## Sport
ZDH is de voetbalclub van Den Hoorn. Bij ZDH is Sieme Zijm begonnen met voetballen. Hij speelde meer dan 300 duels in het Nederlandse betaald voetbal.

## Toerisme
Den Hoorn trekt veel toeristen in het zomerseizoen. Sinds 1958 is vakantiepark Loodsmansduin een belangrijke camping waardoor er verschillende doelgroepen Den Hoorn bezoeken en er kunnen verblijven.

## 't Horntje
Nabij Den Hoorn ligt 't Horntje, de plaats waar sinds 1962 de veerboten aanleggen. In dit gehucht zijn twee nationale wetenschappelijke instituten gevestigd. Duidelijk zichtbaar vanaf de veerboot is het NIOZ, het Nederlands Instituut voor Onderzoek der Zee. Even verderop ligt het Instituut Alterra (voorheen IBN, het Instituut voor Bos- en Natuuronderzoek).

## Geboren
- Adriaan Loosjes (1761-1818), boekhandelaar, uitgever en auteur
- Jacob Daalder Dzn. (1862-1935), onderwijzer, schrijver en amateur-ornitholoog
- Reinier Sybrand Bakels (1873-1956), kunstschilder
- Jan Drijver (1886-1963), ornitholoog en natuurbeschermer